# Eucoelium mariae
Eucoelium mariae är en sjöpungsart som först beskrevs av Wilhelm Michaelsen 1924.  Eucoelium mariae ingår i släktet Eucoelium och familjen Polycitoridae. Inga underarter finns listade i Catalogue of Life.